# Liste der Baudenkmale in Jesendorf
In der Liste der Baudenkmale in Jesendorf sind alle denkmalgeschützten Bauten der mecklenburgischen Gemeinde Jesendorf und ihrer Ortsteile aufgelistet. Grundlage ist die Veröffentlichung der Denkmalliste des Kreises Nordwestmecklenburg mit dem Stand vom 16. September 2020.

## Baudenkmale nach Ortsteilen

### Jesendorf
| ID  | Lage                  | Bezeichnung | Beschreibung | Bild   |
| --- | --------------------- | --- | --- | ------ |
| 724 | Lindenallee 1 (Karte) | Gutshaus mit Garten | 1-geschossiger, historisierender Putzbau mit Ziegelsteinelementen sowie Mezzanin- und Sockelgeschoss und 3-geschossigem Mitteltürmchen mit Turmhelm mit Laterne aus der zweiten Hälfte des 19. Jh.; Gut u. a. im Besitz von David von Müller und Familie von Barner (ab 1782), Familie Georg König (1840–1905) und Familie Troll (bis 1926) |        |
| 725 | (Karte)               | Friedhof, Mausoleum Fam. Troll, sowie Erbbegräbnis von Bassewitz u. Erbbegräbnis von Plessen, Einfriedung der Grabstätte Pohl/Hopp | |        |
| 726 | (Karte)               | Kirche | | Kirche |

### Büschow
| ID  | Lage                  | Bezeichnung | Beschreibung | Bild |
| --- | --------------------- | ----------- | ------------ | ---- |
| 150 | Dorfstraße 28 (Karte) | Wohnhaus    |              |      |

## Ehemalige Baudenkmale

### Jesendorf
| ID  | Lage | Bezeichnung | Beschreibung | Bild |
| --- | ---- | ----------- | ------------ | ---- |
| 727 |      | Sühnestein  |              |      |

### Neperstorf
| ID  | Lage               | Bezeichnung    | Beschreibung | Bild |
| --- | ------------------ | -------------- | --- | ---- |
| 952 | Dorfstraße (Karte) | ehem. Gutshaus | Der barocke, 1-geschossige, 11-achsige Putzbau von zwischen 1700 und 1750 mit 2-geschossigem Mittelrisalit wurde 2006 abgerissen. |      |

## Quelle
- Denkmalliste des Landkreises Nordwestmecklenburg (Stand: 9. November 2023; PDF, 1,2 MByte)